# Hélio Rodrigues Gomes
Hélio Rodrigues Gomes (Santos, 24 de janeiro de 1931) foi um futebolista brasileiro que atuava como meio-campista.

## Carreira
Hélio foi revelado no juvenil do Jabaquara. Em 1953, foi campeão juvenil e da Divisão de Amadores da Liga de Futebol Amador de Santos.
Hélio era um exímio cobrador de pênaltis, só tendo perdido um em mais de trinta cobrados enquanto esteve no clube.
Em 1954, atua pela Portuguesa Santista.
Em junho de 1958, acerta com o Santos com contrato de um ano. Naquele ano, seria campeão paulista pelo clube. Em julho do ano seguinte, não teve o contrato renovado.

### Títulos
Santos
- Campeonato Paulista: 1958[2][8][9]